# Aminata Diatta
Aminata Diatta (13 de julio de 1984) es una deportista senegalesa que compitió en judo. Ganó dos medallas en el Campeonato Africano de Judo en los años 2005 y 2009.

## Palmarés internacional
| Campeonato Africano | Campeonato Africano          | Campeonato Africano | Campeonato Africano |
| Año                 | Lugar                        | Medalla             | Categoría           |
| ------------------- | ---------------------------- | ------------------- | ------------------- |
| 2005                | Puerto Elizabeth (Sudáfrica) | Medalla de bronce   | +78 kg              |
| 2009                | Puerto Louis (Mauricio)      | Medalla de plata    | +78 kg              |